# Surinaams voetbalelftal (mannen)
Het Surinaams voetbalelftal is een team van voetballers dat Suriname vertegenwoordigt bij internationale wedstrijden, zoals de Caribbean Cup en de kwalificatiewedstrijden voor het FIFA wereldkampioenschap voetbal.

## Geschiedenis
De Surinaamse Voetbal Bond (SVB) werd in 1920 opgericht en is aangesloten bij de Caraïbische Voetbalunie (CFU), de CONCACAF – waar het een van de oprichters van was – en de FIFA (sinds 1929).
Op 19 november 2019 kwalificeerde Suriname zich voor de CONCACAF Gold Cup, na een 2-1 overwinning op Nicaragua tijdens de CONCACAF Nations League. Dit betekent hun debuut op het toernooi en sinds 1985 deelname op een toernooi van de CONCACAF.

## Sportpaspoort

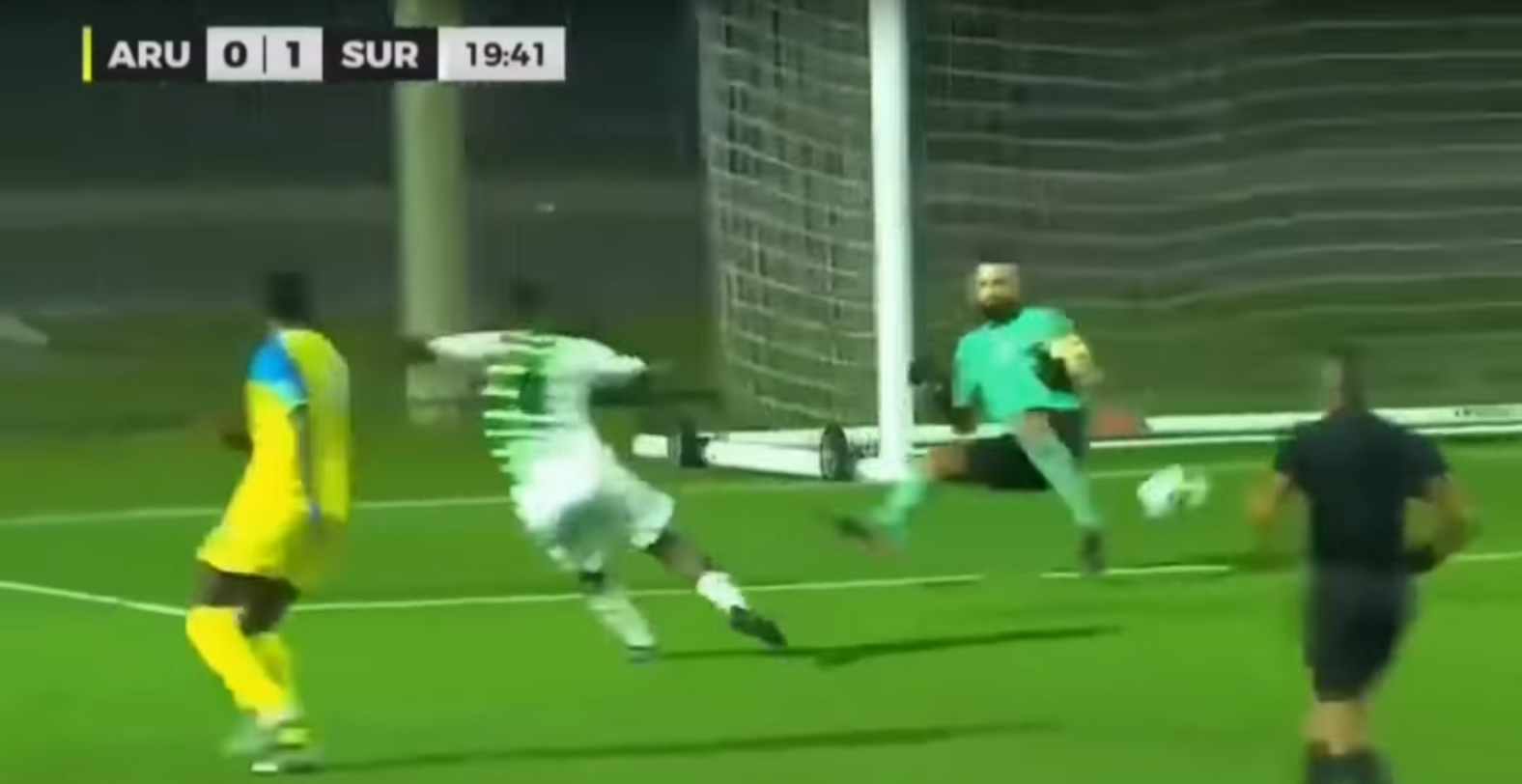
Goal van Nigel Hasselbaink tegen Aruba, WK-kwalificatie op 28 maart 2021

Sinds de jaren 1980 heerste er onder Surinaamse sportjournalisten al het idee om voetballers uit de Surinaamse diaspora toe te laten tot het Surinaams voetbalelftal, geïnspireerd door succesvolle voetballers als Ruud Gullit, Frank Rijkaard, Edgar Davids, Clarence Seedorf en Patrick Kluivert. Er waren ook tegengeluiden, zoals van oud-atleet en leger-sportman Sammy Monsels die dacht dat de Nederlands-Surinamers nog te weinig affiniteit zouden hebben Suriname. Bij de Surinaamse Voetbal Bond (SVB) begon het idee rond 2008 te leven, toen ze twee commissies instelde om de mogelijkheden te onderzoeken. Twee jaar later zocht de SVB contact met de wereldbond FIFA die in 2011 met het antwoord kwam dat voetballers met de Nederlandse nationaliteit niet voor Suriname mogen uitkomen, ondanks dat dubbele nationaliteiten voor beide landen door de Toescheidingsovereenkomst van 1975 niet zijn toegestaan.
Hierna werd de oplossing uiteindelijk gevonden in het Sportpaspoort. Dean Gorré vergeleek dit in 2016 met een diplomatiek paspoort, dat iemand een diplomatieke status geeft gedurende een bepaalde periode. Vergelijkbaar moet een sporter het sportpaspoort ook alleen gebruiken tijdens een interland en daarna weer teruggegeven. Omdat het WK 2018 te ambitieus werd geacht, werd vanaf dat moment meteen gekoerst op het WK 2022. In 2019 was de voetballer Nigel Hasselbaink de eerste sporter uit de diaspora die uitkwam voor de nationale 11. Daarna gaven voetballers aan graag voor Suriname te willen spelen. Enkele van hen maakte in 2021 voor het eerst hun opwachting in de nationale ploeg van Suriname met als eerste doel, onder leiding van bondscoach Dean Gorré, om zich te plaatsen voor het WK voetbal 2022. Na het verlies van Suriname tegen Canada op 8 juni 2021 ging deze kans voor dat WK aan Suriname voorbij.

## Prestaties op eindrondes

### Wereldkampioenschap
In 1938 zou Suriname voor het eerst deelnemen aan kwalificatiewedstrijden voor het Wereldkampioenschap voetbal. Het land trok zich echter terug waardoor het nog tot 1965 zou duren voor het zijn eerste kwalificatiewedstrijd speelde. Op 5 februari speelde Suriname in Port of Spain tegen Trinidad en Tobago. De wedstrijd ging verloren met 1–4. Ook de uitwedstrijd tegen Costa Rica die in dezelfde poule deelnam werd verloren met (0–1). De laatste wedstrijd in deze poule werd gewonnen met 6–1 van Trinidad en Tobago. Dit was echter onvoldoende voor plaatsing naar de volgende ronde.
| Wereldkampioenschap voetbal overzicht | Wereldkampioenschap voetbal overzicht | Wereldkampioenschap voetbal overzicht | Wereldkampioenschap voetbal overzicht | Wereldkampioenschap voetbal overzicht | Wereldkampioenschap voetbal overzicht | Wereldkampioenschap voetbal overzicht | Wereldkampioenschap voetbal overzicht | Wereldkampioenschap voetbal overzicht |
| Jaar                                  | Ronde                                 | Wed.                                  | W                                     | G                                     | V                                     | DV                                    | DT                                    |                                       |
| ------------------------------------- | ------------------------------------- | ------------------------------------- | ------------------------------------- | ------------------------------------- | ------------------------------------- | ------------------------------------- | ------------------------------------- | ------------------------------------- |
| 1962                                  | Niet gekwalificeerd                   | Niet gekwalificeerd                   | Niet gekwalificeerd                   | Niet gekwalificeerd                   | Niet gekwalificeerd                   | Niet gekwalificeerd                   | Niet gekwalificeerd                   |                                       |
| 1966                                  | Niet gekwalificeerd                   | Niet gekwalificeerd                   | Niet gekwalificeerd                   | Niet gekwalificeerd                   | Niet gekwalificeerd                   | Niet gekwalificeerd                   | Niet gekwalificeerd                   |                                       |
| 1970                                  | Niet gekwalificeerd                   | Niet gekwalificeerd                   | Niet gekwalificeerd                   | Niet gekwalificeerd                   | Niet gekwalificeerd                   | Niet gekwalificeerd                   | Niet gekwalificeerd                   |                                       |
| 1974                                  | Niet gekwalificeerd                   | Niet gekwalificeerd                   | Niet gekwalificeerd                   | Niet gekwalificeerd                   | Niet gekwalificeerd                   | Niet gekwalificeerd                   | Niet gekwalificeerd                   |                                       |
| 1978                                  | Niet gekwalificeerd                   | Niet gekwalificeerd                   | Niet gekwalificeerd                   | Niet gekwalificeerd                   | Niet gekwalificeerd                   | Niet gekwalificeerd                   | Niet gekwalificeerd                   |                                       |
| 1982                                  | Niet gekwalificeerd                   | Niet gekwalificeerd                   | Niet gekwalificeerd                   | Niet gekwalificeerd                   | Niet gekwalificeerd                   | Niet gekwalificeerd                   | Niet gekwalificeerd                   |                                       |
| 1986                                  | Niet gekwalificeerd                   | Niet gekwalificeerd                   | Niet gekwalificeerd                   | Niet gekwalificeerd                   | Niet gekwalificeerd                   | Niet gekwalificeerd                   | Niet gekwalificeerd                   |                                       |
| 1990                                  | Geen deelname                         | Geen deelname                         | Geen deelname                         | Geen deelname                         | Geen deelname                         | Geen deelname                         | Geen deelname                         |                                       |
| 1994                                  | Niet gekwalificeerd                   | Niet gekwalificeerd                   | Niet gekwalificeerd                   | Niet gekwalificeerd                   | Niet gekwalificeerd                   | Niet gekwalificeerd                   | Niet gekwalificeerd                   |                                       |
| 1998                                  | Niet gekwalificeerd                   | Niet gekwalificeerd                   | Niet gekwalificeerd                   | Niet gekwalificeerd                   | Niet gekwalificeerd                   | Niet gekwalificeerd                   | Niet gekwalificeerd                   |                                       |
| 2002                                  | Niet gekwalificeerd                   | Niet gekwalificeerd                   | Niet gekwalificeerd                   | Niet gekwalificeerd                   | Niet gekwalificeerd                   | Niet gekwalificeerd                   | Niet gekwalificeerd                   |                                       |
| 2006                                  | Niet gekwalificeerd                   | Niet gekwalificeerd                   | Niet gekwalificeerd                   | Niet gekwalificeerd                   | Niet gekwalificeerd                   | Niet gekwalificeerd                   | Niet gekwalificeerd                   |                                       |
| 2010                                  | Niet gekwalificeerd                   | Niet gekwalificeerd                   | Niet gekwalificeerd                   | Niet gekwalificeerd                   | Niet gekwalificeerd                   | Niet gekwalificeerd                   | Niet gekwalificeerd                   |                                       |
| 2014                                  | Niet gekwalificeerd                   | Niet gekwalificeerd                   | Niet gekwalificeerd                   | Niet gekwalificeerd                   | Niet gekwalificeerd                   | Niet gekwalificeerd                   | Niet gekwalificeerd                   |                                       |
| 2018                                  | Niet gekwalificeerd                   | Niet gekwalificeerd                   | Niet gekwalificeerd                   | Niet gekwalificeerd                   | Niet gekwalificeerd                   | Niet gekwalificeerd                   | Niet gekwalificeerd                   |                                       |
| 2022                                  | Niet gekwalificeerd                   | Niet gekwalificeerd                   | Niet gekwalificeerd                   | Niet gekwalificeerd                   | Niet gekwalificeerd                   | Niet gekwalificeerd                   | Niet gekwalificeerd                   | Niet gekwalificeerd                   |
| 2026                                  | kwalificatie                          | kwalificatie                          | kwalificatie                          | kwalificatie                          | kwalificatie                          | kwalificatie                          | kwalificatie                          | kwalificatie                          |

### CONCACAF Gold Cup
| CONCACAF-kampioenschap overzicht | CONCACAF-kampioenschap overzicht | CONCACAF-kampioenschap overzicht | CONCACAF-kampioenschap overzicht | CONCACAF-kampioenschap overzicht | CONCACAF-kampioenschap overzicht | CONCACAF-kampioenschap overzicht | CONCACAF-kampioenschap overzicht | CONCACAF-kampioenschap overzicht |                     |
| Jaar                             | Ronde                            | Wed.                             | W                                | G                                | V                                | DV                               | DT                               | Kwal                             |                     |
| -------------------------------- | -------------------------------- | -------------------------------- | -------------------------------- | -------------------------------- | -------------------------------- | -------------------------------- | -------------------------------- | -------------------------------- | ------------------- |
| 1963–1967                        | Geen deelname                    | Geen deelname                    | Geen deelname                    | Geen deelname                    | Geen deelname                    | Geen deelname                    | Geen deelname                    | Geen deelname                    |                     |
| 1971                             | Teruggetrokken                   | Teruggetrokken                   | Teruggetrokken                   | Teruggetrokken                   | Teruggetrokken                   | Teruggetrokken                   | Teruggetrokken                   | Teruggetrokken                   |                     |
| 1973                             | Niet gekwalificeerd              | Niet gekwalificeerd              | Niet gekwalificeerd              | Niet gekwalificeerd              | Niet gekwalificeerd              | Niet gekwalificeerd              | Niet gekwalificeerd              | Niet gekwalificeerd              |                     |
| 1977                             | Zesde                            | 5                                | 0                                | 0                                | 5                                | 6                                | 17                               | (Kwal.)                          |                     |
| 1981                             | Niet gekwalificeerd              | Niet gekwalificeerd              | Niet gekwalificeerd              | Niet gekwalificeerd              | Niet gekwalificeerd              | Niet gekwalificeerd              | Niet gekwalificeerd              | Niet gekwalificeerd              |                     |
| 1985                             | Niet gekwalificeerd              | Niet gekwalificeerd              | Niet gekwalificeerd              | Niet gekwalificeerd              | Niet gekwalificeerd              | Niet gekwalificeerd              | Niet gekwalificeerd              | Niet gekwalificeerd              |                     |
| 1989                             | Geen deelname                    | Geen deelname                    | Geen deelname                    | Geen deelname                    | Geen deelname                    | Geen deelname                    | Geen deelname                    | Geen deelname                    |                     |
| CONCACAF Gold Cup overzicht      |                                  |                                  |                                  |                                  |                                  |                                  |                                  |                                  |                     |
| Jaar                             | Ronde                            | Wed.                             | W                                | G                                | V                                | DV                               | DT                               | Kwal                             |                     |
| 1991                             | Niet gekwalificeerd              | Niet gekwalificeerd              | Niet gekwalificeerd              | Niet gekwalificeerd              | Niet gekwalificeerd              | Niet gekwalificeerd              | Niet gekwalificeerd              | Niet gekwalificeerd              |                     |
| 1993                             | Teruggetrokken                   | Teruggetrokken                   | Teruggetrokken                   | Teruggetrokken                   | Teruggetrokken                   | Teruggetrokken                   | Teruggetrokken                   | Teruggetrokken                   |                     |
| 1996                             | Niet gekwalificeerd              | Niet gekwalificeerd              | Niet gekwalificeerd              | Niet gekwalificeerd              | Niet gekwalificeerd              | Niet gekwalificeerd              | Niet gekwalificeerd              | Niet gekwalificeerd              |                     |
| 1998                             | Geen deelname                    | Geen deelname                    | Geen deelname                    | Geen deelname                    | Geen deelname                    | Geen deelname                    | Geen deelname                    | Geen deelname                    |                     |
| 2000                             | Niet gekwalificeerd              | Niet gekwalificeerd              | Niet gekwalificeerd              | Niet gekwalificeerd              | Niet gekwalificeerd              | Niet gekwalificeerd              | Niet gekwalificeerd              | Niet gekwalificeerd              |                     |
| 2002                             | Geen deelname                    | Geen deelname                    | Geen deelname                    | Geen deelname                    | Geen deelname                    | Geen deelname                    | Geen deelname                    | Geen deelname                    |                     |
| 2003                             | Teruggetrokken                   | Teruggetrokken                   | Teruggetrokken                   | Teruggetrokken                   | Teruggetrokken                   | Teruggetrokken                   | Teruggetrokken                   | Teruggetrokken                   |                     |
| 2005                             | Niet gekwalificeerd              | Niet gekwalificeerd              | Niet gekwalificeerd              | Niet gekwalificeerd              | Niet gekwalificeerd              | Niet gekwalificeerd              | Niet gekwalificeerd              | Niet gekwalificeerd              |                     |
| 2007                             | Niet gekwalificeerd              | Niet gekwalificeerd              | Niet gekwalificeerd              | Niet gekwalificeerd              | Niet gekwalificeerd              | Niet gekwalificeerd              | Niet gekwalificeerd              | Niet gekwalificeerd              |                     |
| 2009                             | Niet gekwalificeerd              | Niet gekwalificeerd              | Niet gekwalificeerd              | Niet gekwalificeerd              | Niet gekwalificeerd              | Niet gekwalificeerd              | Niet gekwalificeerd              | Niet gekwalificeerd              |                     |
| 2011                             | Niet gekwalificeerd              | Niet gekwalificeerd              | Niet gekwalificeerd              | Niet gekwalificeerd              | Niet gekwalificeerd              | Niet gekwalificeerd              | Niet gekwalificeerd              | Niet gekwalificeerd              |                     |
| 2013                             | Niet gekwalificeerd              | Niet gekwalificeerd              | Niet gekwalificeerd              | Niet gekwalificeerd              | Niet gekwalificeerd              | Niet gekwalificeerd              | Niet gekwalificeerd              | Niet gekwalificeerd              |                     |
| 2015                             | Niet gekwalificeerd              | Niet gekwalificeerd              | Niet gekwalificeerd              | Niet gekwalificeerd              | Niet gekwalificeerd              | Niet gekwalificeerd              | Niet gekwalificeerd              | Niet gekwalificeerd              |                     |
| 2017                             | Niet gekwalificeerd              | Niet gekwalificeerd              | Niet gekwalificeerd              | Niet gekwalificeerd              | Niet gekwalificeerd              | Niet gekwalificeerd              | Niet gekwalificeerd              | Niet gekwalificeerd              |                     |
| 2019                             | Niet gekwalificeerd              | Niet gekwalificeerd              | Niet gekwalificeerd              | Niet gekwalificeerd              | Niet gekwalificeerd              | Niet gekwalificeerd              | Niet gekwalificeerd              | Niet gekwalificeerd              | Niet gekwalificeerd |
| 2021                             | Groepsfase                       | 3                                | 1                                | 0                                | 2                                | 3                                | 5                                | (kwal.)                          |                     |
| 2023                             | Niet gekwalificeerd              | Niet gekwalificeerd              | Niet gekwalificeerd              | Niet gekwalificeerd              | Niet gekwalificeerd              | Niet gekwalificeerd              | Niet gekwalificeerd              | Niet gekwalificeerd              |                     |
| 2025                             | Groepsfase                       | 3                                | 0                                | 1                                | 2                                | 3                                | 6                                | (kwal.)                          |                     |

### CONCACAF Nations League
| 2019–20 | B | 6 | 4 | 1 | 1 | 16 | 5 | A |
| 2022–23 | A | 4 | 0 | 1 | 3 | 2  | 9 | B |
| 2023–24 | B | 4 | 1 | 2 | 1 | 6  | 3 | A |

### Caribbean Cup
Het beste resultaat in de Caribbean Cup kwam in 1994. Na de kwalificatie, waarbij in Groep 3 zowel Frans-Guyana (2–0) als Guyana (2–0) werd verslagen, kwam het in het hoofdtoernooi terecht. In de groepsfase werd gespeeld tegen Martinique (0–2), Kaaimaneilanden (2–0) en Haïti (1–1). In de halve finale werd verloren van Trinidad en Tobago (2–3). Clyde Tol en Ramon Kampenaar scoorden voor Suriname.
| Caribbean Cup overzicht | Caribbean Cup overzicht | Caribbean Cup overzicht | Caribbean Cup overzicht | Caribbean Cup overzicht | Caribbean Cup overzicht | Caribbean Cup overzicht | Caribbean Cup overzicht | Caribbean Cup overzicht |
| Jaar                    | Ronde                   | Wed.                    | W                       | G                       | V                       | DV                      | DT                      | Kwal                    |
| ----------------------- | ----------------------- | ----------------------- | ----------------------- | ----------------------- | ----------------------- | ----------------------- | ----------------------- | ----------------------- |
| 1989                    | Geen deelname           | Geen deelname           | Geen deelname           | Geen deelname           | Geen deelname           | Geen deelname           | Geen deelname           | Geen deelname           |
| 1990                    | Niet gekwalificeerd     | Niet gekwalificeerd     | Niet gekwalificeerd     | Niet gekwalificeerd     | Niet gekwalificeerd     | Niet gekwalificeerd     | Niet gekwalificeerd     | Niet gekwalificeerd     |
| 1991                    | Niet gekwalificeerd     | Niet gekwalificeerd     | Niet gekwalificeerd     | Niet gekwalificeerd     | Niet gekwalificeerd     | Niet gekwalificeerd     | Niet gekwalificeerd     | Niet gekwalificeerd     |
| 1992                    | Groepsfase              | 3                       | 0                       | 1                       | 2                       | 2                       | 6                       | (Kwal.)                 |
| 1993                    | Teruggetrokken          | Teruggetrokken          | Teruggetrokken          | Teruggetrokken          | Teruggetrokken          | Teruggetrokken          | Teruggetrokken          | Teruggetrokken          |
| 1994                    | Vierde                  | 5                       | 1                       | 1                       | 2                       | 5                       | 8                       | (Kwal.)                 |
| 1995                    | Niet gekwalificeerd     | Niet gekwalificeerd     | Niet gekwalificeerd     | Niet gekwalificeerd     | Niet gekwalificeerd     | Niet gekwalificeerd     | Niet gekwalificeerd     | Niet gekwalificeerd     |
| 1996                    | Vijfde                  | 5                       | 1                       | 1                       | 3                       | 5                       | 10                      | (Kwal.)                 |
| 1997                    | Geen deelname           | Geen deelname           | Geen deelname           | Geen deelname           | Geen deelname           | Geen deelname           | Geen deelname           | Geen deelname           |
| 1998                    | Niet gekwalificeerd     | Niet gekwalificeerd     | Niet gekwalificeerd     | Niet gekwalificeerd     | Niet gekwalificeerd     | Niet gekwalificeerd     | Niet gekwalificeerd     | Niet gekwalificeerd     |
| 1999                    | Niet gekwalificeerd     | Niet gekwalificeerd     | Niet gekwalificeerd     | Niet gekwalificeerd     | Niet gekwalificeerd     | Niet gekwalificeerd     | Niet gekwalificeerd     | Niet gekwalificeerd     |
| 2001                    | Groepsfase              | 3                       | 0                       | 1                       | 2                       | 4                       | 9                       | (Kwal.)                 |
| 2005                    | Niet gekwalificeerd     | Niet gekwalificeerd     | Niet gekwalificeerd     | Niet gekwalificeerd     | Niet gekwalificeerd     | Niet gekwalificeerd     | Niet gekwalificeerd     | Niet gekwalificeerd     |
| 2007                    | Niet gekwalificeerd     | Niet gekwalificeerd     | Niet gekwalificeerd     | Niet gekwalificeerd     | Niet gekwalificeerd     | Niet gekwalificeerd     | Niet gekwalificeerd     | Niet gekwalificeerd     |
| 2008                    | Niet gekwalificeerd     | Niet gekwalificeerd     | Niet gekwalificeerd     | Niet gekwalificeerd     | Niet gekwalificeerd     | Niet gekwalificeerd     | Niet gekwalificeerd     | Niet gekwalificeerd     |
| 2010                    | Niet gekwalificeerd     | Niet gekwalificeerd     | Niet gekwalificeerd     | Niet gekwalificeerd     | Niet gekwalificeerd     | Niet gekwalificeerd     | Niet gekwalificeerd     | Niet gekwalificeerd     |
| 2012                    | Niet gekwalificeerd     | Niet gekwalificeerd     | Niet gekwalificeerd     | Niet gekwalificeerd     | Niet gekwalificeerd     | Niet gekwalificeerd     | Niet gekwalificeerd     | Niet gekwalificeerd     |
| 2014                    | Niet gekwalificeerd     | Niet gekwalificeerd     | Niet gekwalificeerd     | Niet gekwalificeerd     | Niet gekwalificeerd     | Niet gekwalificeerd     | Niet gekwalificeerd     | Niet gekwalificeerd     |
| 2017                    | Niet gekwalificeerd     | Niet gekwalificeerd     | Niet gekwalificeerd     | Niet gekwalificeerd     | Niet gekwalificeerd     | Niet gekwalificeerd     | Niet gekwalificeerd     | Niet gekwalificeerd     |

### CCCF-kampioenschap
| CCCF-kampioenschap overzicht | CCCF-kampioenschap overzicht | CCCF-kampioenschap overzicht | CCCF-kampioenschap overzicht | CCCF-kampioenschap overzicht | CCCF-kampioenschap overzicht | CCCF-kampioenschap overzicht | CCCF-kampioenschap overzicht | CCCF-kampioenschap overzicht |
| Jaar                         | Ronde                        | Wed.                         | W                            | G                            | V                            | DV                           | DT                           |                              |
| ---------------------------- | ---------------------------- | ---------------------------- | ---------------------------- | ---------------------------- | ---------------------------- | ---------------------------- | ---------------------------- | ---------------------------- |
| 1960                         | Vijfde                       | 4                            | 1                            | 1                            | 2                            | 4                            | 5                            |                              |
| 1961                         | Geen deelname                | Geen deelname                | Geen deelname                | Geen deelname                | Geen deelname                | Geen deelname                | Geen deelname                |                              |

### ABCS-toernooi
Het ABCS-toernooi is een jaarlijks voetbaltoernooi tussen de vertegenwoordigende elftallen van Aruba, Bonaire, Curaçao en Suriname. Volgens Louis Giskus, voorzitter van de Surinaamse Voetbalbond, is het toernooi bedoeld om de band tussen de Nederlandstalige landen in het Caribisch gebied te versterken.
| ABCS-toernooi overzicht | ABCS-toernooi overzicht | ABCS-toernooi overzicht | ABCS-toernooi overzicht | ABCS-toernooi overzicht | ABCS-toernooi overzicht | ABCS-toernooi overzicht | ABCS-toernooi overzicht | ABCS-toernooi overzicht |
| Jaar                    | Ronde                   | Wed.                    | W                       | G                       | V                       | DV                      | DT                      |                         |
| ----------------------- | ----------------------- | ----------------------- | ----------------------- | ----------------------- | ----------------------- | ----------------------- | ----------------------- | ----------------------- |
| 2010                    | Kampioen                | 2                       | 1                       | 1                       | 0                       | 6                       | 4                       |                         |
| 2011                    | Derde                   | 2                       | 1                       | 1                       | 0                       | 2                       | 0                       |                         |
| 2012                    | Tweede                  | 2                       | 1                       | 0                       | 1                       | 9                       | 1                       |                         |
| 2013                    | Kampioen                | 2                       | 2                       | 0                       | 0                       | 5                       | 1                       |                         |
| 2015                    | Kampioen                | 2                       | 2                       | 0                       | 0                       | 4                       | 0                       |                         |
| 2021                    | Geen deelname           | Geen deelname           | Geen deelname           | Geen deelname           | Geen deelname           | Geen deelname           | Geen deelname           |                         |
| 2023                    | Tweede                  | 2                       | 1                       | 1                       | 0                       | 6                       | 3                       |                         |

## FIFA-wereldranglijst[8]
| 1996 | 1997 | 1998 | 1999 | 2000 | 2001 | 2002 | 2003 | 2004 | 2005 | 2006 | 2007 | 2008 | 2009 | 2010 | 2011 | 2012 | 2013 | 2014 | 2015 | 2016 | 2017 | 2018 | 2019 | 2020 | 2021 | 2022 | 2023 | 2024 |
| ---- | ---- | ---- | ---- | ---- | ---- | ---- | ---- | ---- | ---- | ---- | ---- | ---- | ---- | ---- | ---- | ---- | ---- | ---- | ---- | ---- | ---- | ---- | ---- | ---- | ---- | ---- | ---- | ---- |
| 131  | 145  | 160  | 162  | 164  | 141  | 141  | 158  | 149  | 152  | 122  | 153  | 129  | 144  | 115  | 125  | 114  | 133  | 163  | 191  | 150  | 128  | 153  | 141  | 141  | 136  | 139  | 143  | 138  |

## Huidige selectie
De volgende spelers behoorden tot de selectie voor de WK-kwalificatiewedstrijden in juni 2024.
Interlands en doelpunten bijgewerkt tot en met de wedstrijd tegen Canada op 19 november 2024.
| Nr.         | Naam                   | Wed. | Dlpnt. | Club                | Debuut |
| ----------- | ---------------------- | ---- | ------ | ------------------- | ------ |
| Doel        |                        |      |        |                     |        |
|             | Etienne Vaessen        | 6    | 0      | FC Groningen        | 2024   |
|             | Warner Hahn            | 22   | 0      | Kyoto Sanga         | 2021   |
|             | Jonathan Fonkel        | 0    | 0      | SV Robinhood        | n.v.t. |
| Verdediging |                        |      |        |                     |        |
|             | Myenty Abena           | 22   | 1      | Spartak Moskou      | 2021   |
|             | Shaquille Pinas        | 22   | 3      | Hammarby IF         | 2021   |
|             | Anfernee Dijksteel     | 9    | 0      | Middlesbrough       | 2023   |
|             | Stefano Denswil        | 10   | 0      | Trabzonspor         | 2023   |
|             | Liam van Gelderen      | 6    | 0      | RKC Waalwijk        | 2024   |
|             | Ridgeciano Haps        | 19   | 2      | Venezia             | 2021   |
|             | Djevencio van der Kust | 10   | 2      | Sparta Rotterdam    | 2023   |
| Middenveld  |                        |      |        |                     |        |
|             | Kenneth Paal           | 11   | 0      | Queens Park Rangers | 2022   |
|             | Immanuel Pherai        | 7    | 0      | HSV                 | 2024   |
|             | Justin Lonwijk         | 7    | 2      | Viborg FF           | 2024   |
|             | Jayden Turfkruier      | 1    | 0      | Telstar             | 2024   |
|             | Renske Adipi           | 6    | 0      | SV Robinhood        | 2023   |
|             | Denzel Jubitana        | 4    | 1      | Atromitos           | 2024   |
|             | Roscello Vlijter       | 13   | 0      | FK Riteriai         | 2019   |
| Aanval      |                        |      |        |                     |        |
|             | Sheraldo Becker        | 16   | 5      | Real Sociedad       | 2021   |
|             | Tyrone Conraad         | 3    | 2      | Sharjah FC          | 2024   |
|             | Gleofilo Vlijter       | 26   | 15     | OFK Beograd         | 2015   |
|             | Jamilhio Rigters       | 15   | 3      | SV Robinhood        | 2022   |
|             | Virgil Misidjan        | 9    | 2      | Ferencváros         | 2024   |
|             | Dylan Vente            | 4    | 0      | PEC Zwolle          | 2024   |
|             | Jaden Montnor          | 6    | 2      | Aris Limasol        | 2024   |

### Recent opgeroepen
De volgende spelers zijn het afgelopen jaar opgeroepen voor het elftal en zijn nog beschikbaar, maar zaten niet bij de laatste selectie of zijn afgevallen nadat ze geselecteerd zijn.
| Naam               | Wed. | Dlpnt. | Huidige club      | Laatste oproep                                    |
| ------------------ | ---- | ------ | ----------------- | ------------------------------------------------- |
| Doel               |      |        |                   |                                                   |
| Ishan Kort         | 1    | 0      | FK Be1            | Canada thuis, 31 oktober 2024                     |
| Joey Roggeveen     | 1    | 0      | Tulsa FC          | Costa Rica thuis, 11 oktober 2024                 |
| Jahnilo Wiegel     | 0    | 0      | PEC Zwolle        | Martinique thuis, 24 maart 2024                   |
| Verdediging        |      |        |                   |                                                   |
| Kelvin Leerdam     | 18   | 0      | Heracles Almelo   | Costa Rica thuis, 11 oktober 2024                 |
| Navajo Bakboord    | 5    | 0      | Heracles Almelo   | Saint Vincent en de Grenadines thuis, 5 juni 2024 |
| Damil Dankerlui    | 11   | 0      | Almere City       | Costa Rica thuis, 11 oktober 2024                 |
| Silvinho Esajas    | 0    | 0      | ADO Den Haag      | Canada thuis, 31 oktober 2024                     |
| Sean Klaiber       | 3    | 0      | Brøndby IF        | Guyana uit, 5 september 2024                      |
| Middenveld         |      |        |                   |                                                   |
| Dhoraso Moreo Klas | 4    | 0      | KMSK Deinze       | Costa Rica thuis, 11 oktober 2024                 |
| Sergino Eduard     | 29   | 1      | SV Transvaal      | Guadeloupe uit, 9 september 2024                  |
| Diego Biseswar     | 15   | 0      | Clubloos          | Cuba uit, 12 september 2023                       |
| Aanval             |      |        |                   |                                                   |
| Gyrano Kerk        | 5    | 0      | Royal Antwerp     | Canada thuis, 31 oktober 2024                     |
| Jeredy Hilterman   | 8    | 2      | Arminia Bielefeld | Costa Rica thuis, 11 oktober 2024                 |
| Leandro Kappel     | 6    | 0      | Pendikspor        | Costa Rica thuis, 11 oktober 2024                 |
| Ché Nunnely        | 0    | 0      | SC Heerenveen     | Martinique thuis, 7 maart 2024                    |
| Florian Jozefzoon  | 18   | 1      | Bandirmaspor      | Saint Vincent en de Grenadines thuis, 5 juni 2024 |
| Dimitrie Apai      | 30   | 5      | Transvaal         | Guadeloupe uit, 9 september 2024                  |
| Shaquille Cairo    | 6    | 0      | SV Robinhood      | Grenada thuis, 16 oktober 2023                    |
| Gilberto Cronie    | 12   | 1      | Inter Moengotapoe | Grenada thuis, 16 oktober 2023                    |
| Mitchell te Vrede  | 6    | 2      | Clubloos          | Saint Vincent en de Grenadines uit, 7 maart 2024  |